# 後川博
後川 博（うしろかわ ひろし、1949年2月18日 - ）は、大阪府出身の元競艇選手。

## 来歴
福永達夫と同期の25期生としてデビューし、1975年には地元住之江の開設19周年記念「太閤賞競走」、1993年には高松宮記念特別競走を優勝。
1978年10月に地元住之江で行われた第25回全日本選手権競走では地元勢で唯一優出し、広島大学卒レーサー松田慎司の2着に入った。
2002年12月8日の平和島一般戦「第40回東京中日スポーツ杯争奪レース」ではメンバー最年長のB1レーサーながら逃げ切って最後の優勝を飾り、2005年3月11日の尼崎「一般競走」（6号艇6コース進入で4着）が最後の優出となった。
2007年6月26日の常滑一般戦「サマーカップ」初日1R（2号艇2コース進入）が最後の勝利、8月20日の住之江一般戦「大阪ダービー第24回摂河泉競走」最終日1R（1号艇1コース進入で4着）で最後の出走となり、同年限りで現役を引退。

## 主な優勝
- 1975年 - 住之江開設19周年記念「太閤賞競走」
- 1993年 - 高松宮記念特別競走